# Каприва дел Фриули
Капрѝва дел Фриу̀ли (на италиански: Capriva del Friuli; на фриулски: Caprive, Каприве, на словенски: Koprivno, Копривно, до 1954 г. Capriva di Cormons, Каприва ди Кормонс) е село и община в Северна Италия, провинция Гориция, автономен регион Фриули-Венеция Джулия. Разположено е на 49 m надморска височина. Населението на общината е 1747 души (към 2011 г.).